# Lasianthus conspicuus
Lasianthus conspicuus är en måreväxtart som beskrevs av Henry Nicholas Ridley. Lasianthus conspicuus ingår i släktet Lasianthus och familjen måreväxter. Inga underarter finns listade i Catalogue of Life.